# Pichonia balansana
Pichonia balansana là một loài thực vật có hoa trong họ Hồng xiêm. Loài này được Pierre miêu tả khoa học đầu tiên năm 1890.